# 奥仲麻琴
奥仲 麻琴（おくなか まこと、1993年11月18日 - ）は、日本の女優、タレント。埼玉県出身。アイドルグループ・PASSPO☆の元メンバー。

## 略歴
中学3年生の時に現在の所属事務所にスカウトされ、2009年から女性アイドルグループ・ぱすぽ☆のメンバーとして活動を始める。2011年からグラビアを中心にソロ活動を始め、11月にソロ写真集『RUN RUN まこと』（集英社）を発売した。
2012年9月2日からテレビ朝日系で放映した『仮面ライダーウィザード』に、ヒロインのコヨミ役で出演した。
2014年9月28日に新宿BLAZEにて開催されたPASSPO☆のライブで、2015年1月1日に開催するライブを最後にグループから卒業することを表明し、TOKYO DOME CITY HALLにて開催された『フライト2015 新年だよ！5周年とすこし便〜全曲忘れず踊れるかな〜』公演で卒業した。以後は女優としての活動の他、2019年10月からは自身のYouTubeチャンネルを開設している。
2021年10月18日に、10月1日をもって所属していた事務所プラチナムプロダクションを退所したことを発表。
2022年10月3日発売の『週刊プレイボーイ』にて8年ぶりの水着グラビアを披露した。
2024年5月21日に、Twitter上で一般人との結婚を発表。

## 人物
- 家族は両親と姉2人と犬1匹。
- 豆乳、豆腐などの大豆製品が好物で、特に湯葉が大好物である[12]。
- 『週刊ヤングマガジン』の表紙を飾りたい夢が2011年9月5日発売号（2011年 No.40）で叶った[13][14]。
- 『仮面ライダーウィザード』のオーディションを受けようと思ったきっかけについて、「宮﨑あおいさんの映画『ただ、君を愛してる』を観て、演じることへの興味が湧いたんです」と述べている[15]。コヨミと自身との共通点については「激しく人見知りなこと」と述べている[15]。
- 動物をこよなく愛しており、家族で毎週のようにペットショップへ行くほか[16]、自身も「空（くう）」という名前のミニチュアダックスフンドを飼っていたが[17]約20歳で大往生したと奥仲が自身の動画で語っている[注 1]。

## 出演

### テレビドラマ
- 仮面ライダーシリーズ（テレビ朝日）
  - 仮面ライダーウィザード（2012年9月2日 - 2013年9月29日） - ヒロイン・コヨミ 役[4][18]
  - 仮面ライダーゴースト 第36話・第37話（2016年6月19日・26日） - ホナミ / サンゾウ 役
- マッチング・ラブ（2014年12月24日、TBS） - 榊原瞳 役[19]
- JKは雪女 第2話（2015年10月4日、MBS） - 升冨世理子 役
- MARS〜ただ、君を愛してる〜（2016年1月24日 - 3月27日、日本テレビ） - 東浜亮子 役
- OLですが、キャバ嬢はじめました（2016年6月20日 - 7月18日、MBS・TBS系） - メグミ 役[20]
- 科捜研の女 第16シリーズ 第4話（2016年11月17日、テレビ朝日） - 片瀬明日香 役
- CRAZY（2016年10月5日 - 12月21日、TOKYO MX） - 水野まこ 役
- 下剋上受験 第4話（2017年2月3日、TBS）
- 僕たちがやりました 最終話（2017年9月19日、フジテレビ）
- 連続テレビ小説 半分、青い。 第13話・第17話（2018年4月16日・20日、NHK） - クラスメイト 役
- Missデビル 人事の悪魔・椿眞子 第6話（2018年5月19日、日本テレビ）
- ランチ合コン探偵〜恋とグルメと謎解きと〜 第4話（2020年1月30日、読売テレビ制作） - 青木友恵 役[21]
- ももいろ あんずいろ さくらいろ（2021年2月21日 - 3月28日、朝日放送 / 3月2日 - 4月6日、テレビ神奈川） - 主演・川上杏 役（岐洲匠とW主演）[注 2][22]
- 婚活食堂 第6話（2023年5月21日、BSテレ東） - 千々石咲子 役[23]

### ウェブドラマ
- ネット版 仮面ライダーウィザード イン マジックランド（2013年） - コヨミ 役
- 臨床犯罪学者 火村英生の推理 Another Story2・3（2016年3月27日、Hulu / 日本テレビ） - 梨本梢 役
- シリーズ怪獣区 ギャラス（2019年2月2日、東映特撮ファンクラブ） - 片瀬エリカ 役[動画 3]
- Huluオリジナルストーリー 週刊追求プレミアム 人物ファイル#02 菱田朋子（2021年11月、Hulu）

### バラエティ
- 森田一義アワー 笑っていいとも!（2012年5月24日、フジテレビ） - 「私立その道のプロ高校」コーナーにゲストパネラーとして出演[24]。
- 戦闘中〜第五陣〜「欲望の都」（2014年1月12日、フジテレビ）[25]
- タビノイロ。〜旅美人への手紙〜（2015年4月21日 - 5月12日、フジテレビ）
- 有吉反省会（2020年2月15日、日本テレビ）[26]
- あざとくて何が悪いの?（2020年4月17日、テレビ朝日） - サエコ 役（ミニドラマ）

### 映画
- 仮面ライダーシリーズ（東映）
  - 仮面ライダー×仮面ライダー ウィザード&フォーゼ MOVIE大戦アルティメイタム（2012年12月8日） - コヨミ 役
  - 仮面ライダー×スーパー戦隊×宇宙刑事 スーパーヒーロー大戦Z（2013年4月27日） - コヨミ 役
  - 劇場版 仮面ライダーウィザード in Magic Land（2013年8月3日） - コヨミ 役
  - 仮面ライダー×仮面ライダー 鎧武&ウィザード 天下分け目の戦国MOVIE大合戦（2013年12月14日） - コヨミ / 白い魔法使い 役
- 劇場版 獣電戦隊キョウリュウジャー ガブリンチョ・オブ・ミュージック（2013年8月3日、東映） - 友情出演
- 心霊写真部 劇場版（2015年5月30日、キャンター） - 主演・二宮佳夕 役[27][28]
- サクラダリセット 前篇（2017年3月25日、ショウゲート） - 若かりし日の“魔女” 役
- 一礼して、キス（2017年11月11日）

### オリジナルビデオ
- 日本統一35（2019年） - 春日ももこ 役

### 舞台
- ダンガンロンパ THE STAGE〜希望の学園と絶望の高校生〜（2014年10月29日 - 11月3日、日本青年館） - 不二咲千尋 役[29]
- フライングパイレーツ〜ネバーランド漂流記（2015年4月29日 - 5月4日、新宿村LIVE） - 主演・水野曜 役[30]
- 神様はじめました THE MUSICAL♪ 2016（2016年1月15日 - 21日、AiiA 2.5 Theater Tokyo） - 鳴神姫 役[31]
- アンジェラ（2016年2月17日 - 20日、新宿村LIVE） - アンジェラ 役
- 逆転検事 逆転のテレポーテーション（2016年7月15日 - 24日、六行会ホール） - 一条美雲 役
- ROAD59 -新時代任侠特区- 摩天楼ヨザクラ抗争（2021年4月15日 - 18日、神奈川芸術劇場） - マリア・ベルナール 役

### CM
- バンダイ 仮面ライダーチョコ（2013年）
- エイチ・アイ・エス H.I.S関西（2013年）
- SoftBank DAWN OF THE SoftBank（2014年）
- Hulu（2015年）

### ラジオ
- ゴチャ・まぜっ!水曜日（2012年4月17日 - 2013年4月17日、MBSラジオ） - レギュラー[32]

### ゲーム
- 仮面ライダー ストームヒーローズ 新たなる覚醒（2016年4月、Android・iOS） - 白い魔法使い（コヨミ） 役
- 仮面ライダーバトル ガンバライジング（2020年3月19日、アーケード） - 白い魔法使い（コヨミ） 役[33]
- 仮面ライダーバトル ガンバレジェンズ（2023年、アーケード） - 仮面ライダーワイズマン（コヨミ） 役

## 書籍

### 写真集
- RUN RUN まこと（2011年11月2日、集英社、撮影：川島小鳥） - ISBN 978-4-08-780629-8。
これに合わせ、2012年1月26日から同年6月5日まで、全国6か所のキヤノンギャラリー（銀座・仙台・札幌・梅田・福岡[注 3]）にて写真展『RUN RUN まこと』が開催された[34][動画 4]。
- かわいくてマコトにすいません!（2013年4月15日、講談社、撮影：小塚毅之） - ISBN 978-4-06-364919-2。
- good bye my life（2014年2月14日、東京ニュース通信社、撮影：細居幸次郎） - ISBN 978-4-86336-380-9。

### トレーディングカード
- ヒッツ! リミテッド 奥仲麻琴 1stトレーディングカード（2012年7月7日） 
全171種類（特典カード含む）。発売日当日に福家書店新宿サブナード店と書泉プラス（書泉グランデ）にて発売記念イベントを行った[35]。